# Пивоваров Костянтин Григорович
Костянтин Григорович Пивоваров (15 жовтня 1939, м. Київ) — український режисер-постановник, заслужений діяч мистецтв України.

## Життєпис
К. Г. Пивоваров народився 15 жовтня 1939 року в м. Києві в родині відомого українського скульптора Г. Л. Пивоварова.

В 1964 р. закінчив режисерський факультет Київського інституту театрального мистецтва ім. І. Карпенка-Карого (курс професора М. Карасьова).
Режисерську діяльність почав у Сумському українському музично-драматичному театрі ім. М. С. Щепкіна, поставивши на його сцені виставу «Тополька моя у червоній хустині» за Ч. Айтматовим. У 2014 р. Костянтин Григорович відзначив 50-річчя своєї режисерської діяльності. Як режисер-постановник працював в театрах різних міст України — Сумському, Рівненському, Донецькому, Вінницькому, Чернівецькому українських театрах; як головний режисер — в Рівненському, Чернівецькому, Одеському українських театрах.

Як запрошений режисер створював вистави в театрах Чернігова, Луцька, Івано-Франківська, Хмельницького, Херсона, Миколаєва (в Миколаєві поставив 12 вистав).
     
З вересня 1986 р. працює в Одеському українському театрі. В 1986—1988 рр. очолював театр як головний режисер.

## Творчий доробок
На одеській українській сцені поставив 20 вистав, серед яких «Срібне весілля» за п'єсою О. Мішаріна, «Зона» за п'єсою М. Куліша, «Від суботи до неділі» С. Лобозьорова, «Трійка» Ю. Едліса, «Рожеве павутиння» Я. Мамонтова, «Дивна місіс Севідж» Дж. Патріка, «Вбивство в Немурі» А. Крісті, «Наплачемося разом» Р. Отколенка, «І серцем лину на Україну…» (поетична вистава, присвячена творчості Т. Шевченка), «Для домашнього огнища» за повістю І. Франка, дитячі вистави «Будиночок-пряничок» за п'єсою-казкою М. Стеглика, «Обережно: злий лев!» за п'єсою Я. Стельмаха.
Вистави Костянтина Григоровича Пивоварова в діючому репертуарі Одеського академічного українського музично-драматичного театру ім. В.Василька:
- «Кайдаші» — сімейна хроніка за мотивами повісті І. Нечуя-Левицького «Кайдашева сім'я» (Пивоваров є також автором інсценізації повісті);
- «Тарасові весни» — літературно-поетична фантазія про Т. Шевченка за історичними документами, спогадами сучасників і поезією Т. Шевченка (автори композиції — Костянтин Пивоваров та Любов Федченко);
- «Сорочинський ярмарок» — музична комедія за мотивами повісті М. Гоголя (п'єса М. Старицького);
- «Витівки шалапута» — музична казка за п'єсою Р. Бродавка.

Костянтин Григорович є також режисером поновлення музичної вистави «Запорожець за Дунаєм».

## Нагороди
За виставу «Запитай колись у трав…» за п'єсою Я. Стельмаха, поставлену в Чернівецькому українському музично-драматичному театрі ім. О.Кобилянської, був нагороджений Республіканською комсомольською премією ім. М. Островського.